# وانگ نان (تیرانداز)
وانگ نان (انگلیسی: Wang Nan؛ زادهٔ ۲۲ ژوئیهٔ ۱۹۷۸) تیرانداز اهل چین بود. وی در بازی‌های المپیک تابستانی ۲۰۰۸ حضور داشته‌است.